# 2,4-Дихлор-1-нафтол
2,4-Дихлор-1-нафтол — органическое соединение с химической формулой C10H6Cl2O, производное 1-нафтола. Белый порошок, нерастворимый в воде. Используется как реактив в микроскопии.

## Свойства
Белые кристаллы, темнеющие под воздействием воздуха. Имеет молярную массу 213,06 г/моль. Температура плавления 107—108 °C. Растворим в спирте, бензоле, уксусной кислоте, не растворим в воде.

## Получение
Синтезируют из 1-нафтола в среде уксусной кислоты действием газообразного хлора.

## Применение
Используется в гистохимии для выявления цитохромоксидазы. Также применяют для определения аргинина в реакции Сакагучи, где это соединение заменяет 1-нафтол . 